# Le Guide du Botaniste qui voyage dans le Valais
Le Guide du Botaniste qui voyage dans le Valais (abreviado Guide Bot. (Murith)) es un libro con ilustraciones y descripciones botánicas que fue escrito por el botánico suizo; Laurent Joseph Murith y publicado en Lausana en el año 1810, con el nombre de Le Guide du Botaniste qui voyage dans le Valais: avec un catalogue des plantes de ce pays et de ses environs, auquel on a joint les lieux de naissance et l'époque de la fleuraison pour chaque espèce.